# Eperfa
Az eperfa (egyes vidékeken szederfaként ismerik), latinul Morus, egyfelől az eperfafélék családjának Moreae nemzetségcsoportjába tartozó növénynemzetség, melybe mintegy 100 faj tartozik, másfelől két, e nemzetségbe tartozó, Magyarországon is gyakori fafaj hétköznapi elnevezése. Mindkét faj Európa legnagyobb részén elterjedt. A fehér eperfa (Morus alba) Kínából, a fekete eperfa (Morus nigra) feltehetően Közép-Ázsiából származik. Eredeti élőhelyén a selyemhernyók tenyésztéséhez ültették főleg, míg Európában dísznövényként kedvelt. Régebben mindkettő az egész országban, majd minden parasztháznál megtalálható volt, manapság (különösen városi környezetben, hulló termése miatt) kevésbé népszerű. Termése a „faeper” (eper, szeder), de mind az eper mind a szeder csak külsőben hasonlít a fa termésére, és teljesen más növénycsaládba tartoznak.

## Termesztése
A fekete eper nagy gyümölcsű változatai a fehér eperfa magcsemetéire olthatók, vagy zöld hajtásaik dugványozva és megfelelő körülmények között tartva, gyökereztethetők. A Morus alba pendula, a fehér eper csüngő ágrendszerű kistermetű változata a magas törzsűbe oltva szaporítható.
A talajokban nem válogatós, a téli hideget jól bírja, de nem kedveli a hideg, nedves talajokat. Hosszantermő, az első és utolsó érett termés lehullása között akár másfél hónap is eltelhet.

## Kártevői
Az amerikai fehér szövőlepke hernyói (is) nagyon szeretik, ez is oka volt annak, hogy az utak mentén teljesen felszámolták a fáit. Védekezés hiányában a kártevők innen indulva a fekete bodzától a csonthéjasokig mindent elpusztítanak. Szokás volt a fát a tyúkudvarba ültetni; a baromfik a termés mellett a hernyókat is felcsipegették, így a kártevők terjedését is gátolták.

## Felhasználása
Nyersen is fogyasztható, de a leszedett gyümölcsöt néhány órán belül fel kell használni, mert hamar elveszíti friss zamatát.
A fehér eper csak a lehullása előtt közvetlenül élvezhető. Éretlenül kesernyés, megérve viszont mézédes. A fekete epernek magasabb a savtartalma, kevésbé éretten is fogyasztható, ekkor üdítően savanykás, megérve pikánsan édeskés, jellegzetesen erdei gyümölcs ízű, a szederhez hasonló. Festékanyaga a nyelvet és kezet is befogja, szinte eltávolíthatatlan foltot hagy a ruhában.
Befőttként, vagy gyorsfagyasztva tárolható, gyümölcslevek, mártás, lekvár, szörp, turmix, jégkrém készíthető mindkét változatból. A fehér eperfa termése pálinka- és aszalványkészítésre, a fekete eperfáé gyümölcsborkészítésre is alkalmas.
Mindkét változatot kedvelik egyes madarak (pl, libák, kacsák, galambok) és a kutyák. Utóbbiaknál korlátozni kell a fogyasztott mennyiséget, mert hajlamosak több maréknyit is a földről felenni, ez emésztési problémát okozhat, a túl sok cukor sem tesz jót nekik.
Az eperfa fája igen kemény. Alig szegezhető. Sárga színe miatt hordók készítésére, (főleg pálinkához) szívesen alkalmazták.

## Fajok
(A lista nem teljes.)
- Morus alba – fehér eperfa
- Morus australis
- Morus bombycis
- Morus insignis
- Morus mesozygia
- Morus microphylla
- Morus nigra – fekete eperfa
- Morus rubra – vörös eperfa